# Parnassius choui
Espèce
Parnassius choui est une espèce d'insectes lépidoptères de la famille des Papilionidae, de la sous-famille des Parnassiinae et du genre Parnassius.

## Dénomination
Parnassius choui a été décrit par Huang et Shi en 1994.
Pour certains, dans l'attente des analyses ADN,  c'est une sous-espèces de Parnassius szechenyii.

## Description
Parnassius choui est un papillon au corps couvert de poils beige, aux ailes jaune pâle veinées de marron largement marquées de gris beige, suffusées de gris beige dans leur partie basale avec deux taches rouges cernées de noir aux ailes postérieures.

## Biologie
Sa biologie est peu connue.

## Écologie et distribution
Parnassius choui est présent au Qinghai, province du Tibet appartenant à la Chine.

### Biotope
Parnassius choui réside en très haute montagne.